# 越南獨立同盟會
越南獨立同盟會（Việt Nam Ðộc Lập Ðồng Minh Hội），簡稱越盟（Việt Minh），於1941年成立。

## 历史
1941年5月10日，印度支那共产党中央委员会第八次会议在高平省河广县北坡村召开，胡志明主持会议。会议决定开展游击战争，成立“越南独立同盟会”。該會的目的是要帶領越南脫離法國的殖民統治，以及抵抗日軍的入侵。一些人或會把它與越南革命同盟會（越革）混淆，後者由阮海臣及胡學覽（Hồ Học Lãm）創立，並於1946年加入越南國家聯軍。二戰期間，日軍佔據了法屬印度支那，越盟除與法國人交戰外，也發起對抗日軍的運動，並得到來自美國及中國的資助，共同抗日。
1942年，越盟尚未能同国际反法西斯阵营中的任何国家建立联系。1942年8月中旬，阮爱国离开越北高平省游击根据地，秘密来到中国，使用了一个新的化名―胡志明，企图与重庆国民政府建立联系。1942年8月27日走到德保县足荣乡时，他遭到国民政府乡公所乡警拘留，先后被囚禁在广西13个县的13所监狱。至1942年12月10日到达桂林。不久，又被押往柳州，交第四战区司令长官部政治部审查。 
至1945年8月，日本投降，胡志明領導的越盟向法國宣佈獨立，於同年9月2日成立了越南民主共和國。但自日軍被擊敗後，法國乘勢捲土重來，试图恢復越南的殖民統治，期間與越盟交戰的時間接近十年。當時美國為了防止共产党勢力在亞洲的擴張，对法國提供了政治及經濟上的支持。但重返越南之后法国遭到了武裝反抗，爆发的這場戰爭被稱為第一次印度支那戰爭。
法國將領讓·艾蒂安·瓦吕计划把越盟一举铲除，但未能成功。他領導的武裝部隊經河內，逐家逐戶與越盟小隊交戰。其後法軍於1947年包圍越盟位於北越的基地，當時胡志明藏匿在地洞內，得以避過法軍的生擒。率領15,000多名法軍的瓦吕圖殲滅為數達60,000多人的敵軍，但行動最终失敗。
在1954年的奠邊府戰役後，法軍宣佈投降，並給予越南民主共和國更多在和平談判方面的让步。事隔不久，在瑞士日內瓦舉行的日內瓦會議最终达成的共識中，越南被分為北越和南越，並以北緯17度作界線，直至1956年的統一選舉為止。北越的政权於同年10月11日過渡至越盟，委任胡志明為北越總理，並將成為社會主義國家。而南越方面則由保大出任該國皇帝，並委任吳廷琰為首相。
越盟的机关报是《救国报》。

## 外部連結
- 越南官方歷史文件集 （页面存档备份，存于）（英文）
- 越南獨立宣言 （页面存档备份，存于）（英文）